# Guten Morgen, du Schöne: Barbara
Guten Morgen, du Schöne: Barbara mit dem Untertitel Schaut her, hier ist auch eine ist ein 1979 geschaffener Film des Fernsehens der DDR von Vera Loebner nach einem Kapitel aus dem 1977 erschienenen Buch Guten Morgen, du Schöne von Maxie Wander.

## Handlung
Barbara sitzt auf einer Bank in einer beliebigen Berliner U-Bahn-Station und erzählt von sich. Sie will sich ihren Mitmenschen so zeigen, wie sie ist, damit die anderen sie richtig einschätzen können. Als junge Graphikerin, die ihren Beruf aber nicht ausübt, weil die Arbeit in den Verlagen ihr zu hektisch war, hält sie sich durch zeitweilige Anstellungen bei der Post oder als Modell finanziell über Wasser um so freier malen zu können. Ehrlich und unbekümmert redet sie über ihr Leben, ihren Alltag und über ihre Vorstellungen. Sie erzählt immer wieder über ihre gute Freundschaft zu ihrer Studienfreundin Karin, welche sie belebt und ausfüllt. Zu  Männern hat sie eher ein gespaltenes, schwieriges Verhältnis, aber sie will alles wissen über die Menschen, die sie kennenlernt. Sie liebt ihre Spontanität und lebt diese aus, was sie als Glück bezeichnet. Als Ursache für ihre Politikverdrossenheit beschreibt sie das viele leere Geschwätz der Mitmenschen  in ihrer Umgebung.

## Produktion
Das DDR-Fernsehen produzierte auf Grundlage von Guten Morgen, du Schöne sieben Fernseh-Produktionen, wobei der Film des Regisseurs Hans-Werner Honert über drei junge Frauen aus Maxi Wanders Buch Aufführungsverbot erhielt und deshalb erst nach der Wende gezeigt werden konnte. Die jeweils anderen drei Folgen von Vera Loebner (mit elektronischen Fernsehkameras aufgenommen) und Thomas Langhoff (mit 16 mm Filmkamera aufgenommen) wurden 1979 und 1980 ausgestrahlt.
Die Erstausstrahlung dieses Farbfilms erfolgte am 25. November 1979 im 2. Programm des Fernsehens der DDR.